# رافائل گوئریرو (بازیکن فوتبال، زاده ۱۹۶۸)
رافائل گوئریرو (انگلیسی: Raphael Guerreiro؛ زادهٔ ۲۴ آوریل ۱۹۶۸) بازیکن فوتبال اهل فرانسه است.
از باشگاه‌هایی که در آن بازی کرده‌است می‌توان به باشگاه فوتبال اوسر، باشگاه فوتبال کان، و باشگاه فوتبال لوریان اشاره کرد.